# آذرنرسی
آذرنرسه یا آذرنرسی نهمین شاهنشاه ساسانی در سال ۳۰۹ میلادی بود. آذرنرسه یکی از پسران هرمز دوم از زن اول او بود که بعد از پدر برتخت نشست؛ ولی چون اعیان و نجبای مملکت را ناراضی نمود، پس از چند ماه از سلطنت خلع شد سپس او را کشتند. بعد از مرگش در سال ۳۰۹ میلادی شورش و جنگ داخلی در گرفت. بنابراین منتظر بودند، زن هرمز دوم بزاید و تاج پادشاهی را در خوابگاه زن هرمز دوم که آبستن بود، آویختند و بچه‌ای را که در شکم داشت، پادشاه نامیدند. این فرزند همان شاپور دوم ملقب به ذوالاکتاف بود.